# Blekriska
Blekriska (Lactarius pallidus) är en svampart som beskrevs av Pers. 1797. Blekriska ingår i släktet riskor och familjen kremlor och riskor.  Arten är reproducerande i Sverige. Inga underarter finns listade i Catalogue of Life.

## Källor

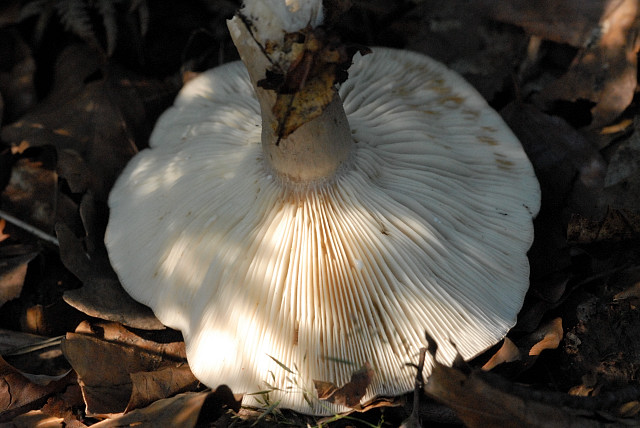